# 公冶姓
公冶姓，為漢字複姓。公冶姓出自姬姓，東周魯國有季孫氏，其中有一個人叫季冶，字公冶，古代人有以其祖先之字為姓之習慣，於是，季冶的子孫便以公冶為姓，成為公冶姓。

## 外部連結
[在维基数据编辑]
 《百家姓》
 《欽定古今圖書集成·明倫彙編·氏族典·公冶姓部》，出自陈梦雷《古今圖書集成》